# Naziemek zielonawy

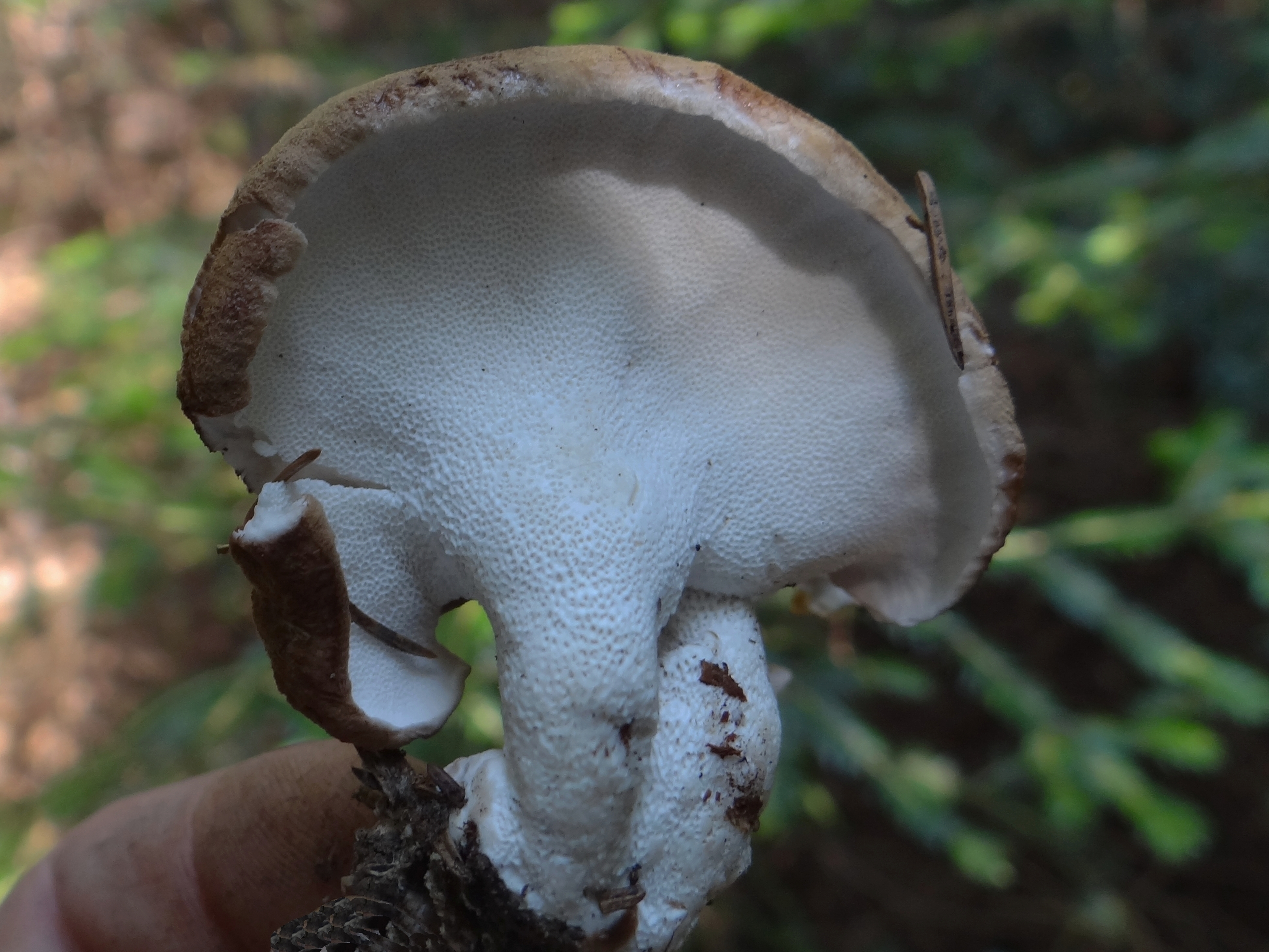
Hymenofor młodego owocnika

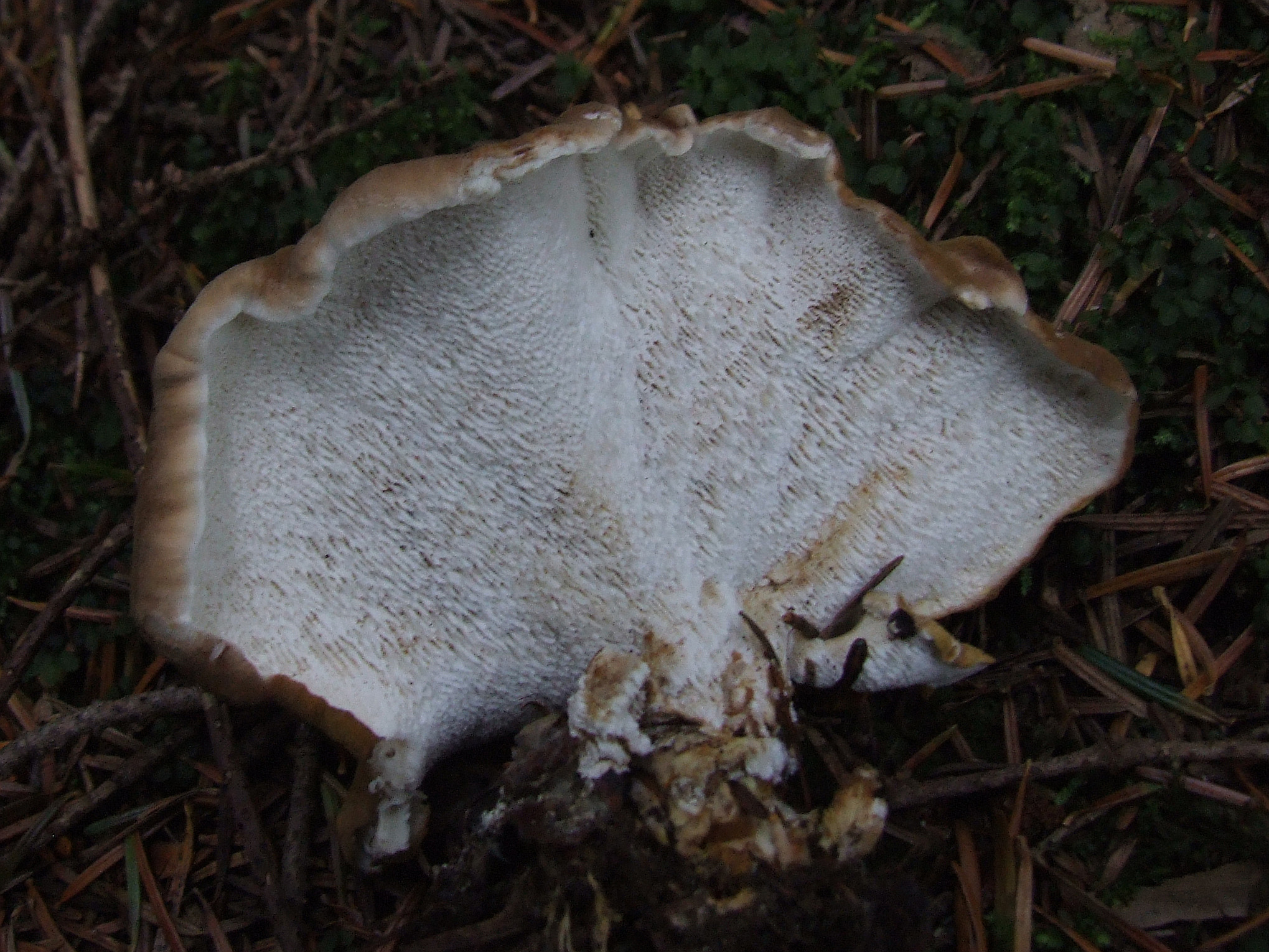
Hymenofor starszego owocnika

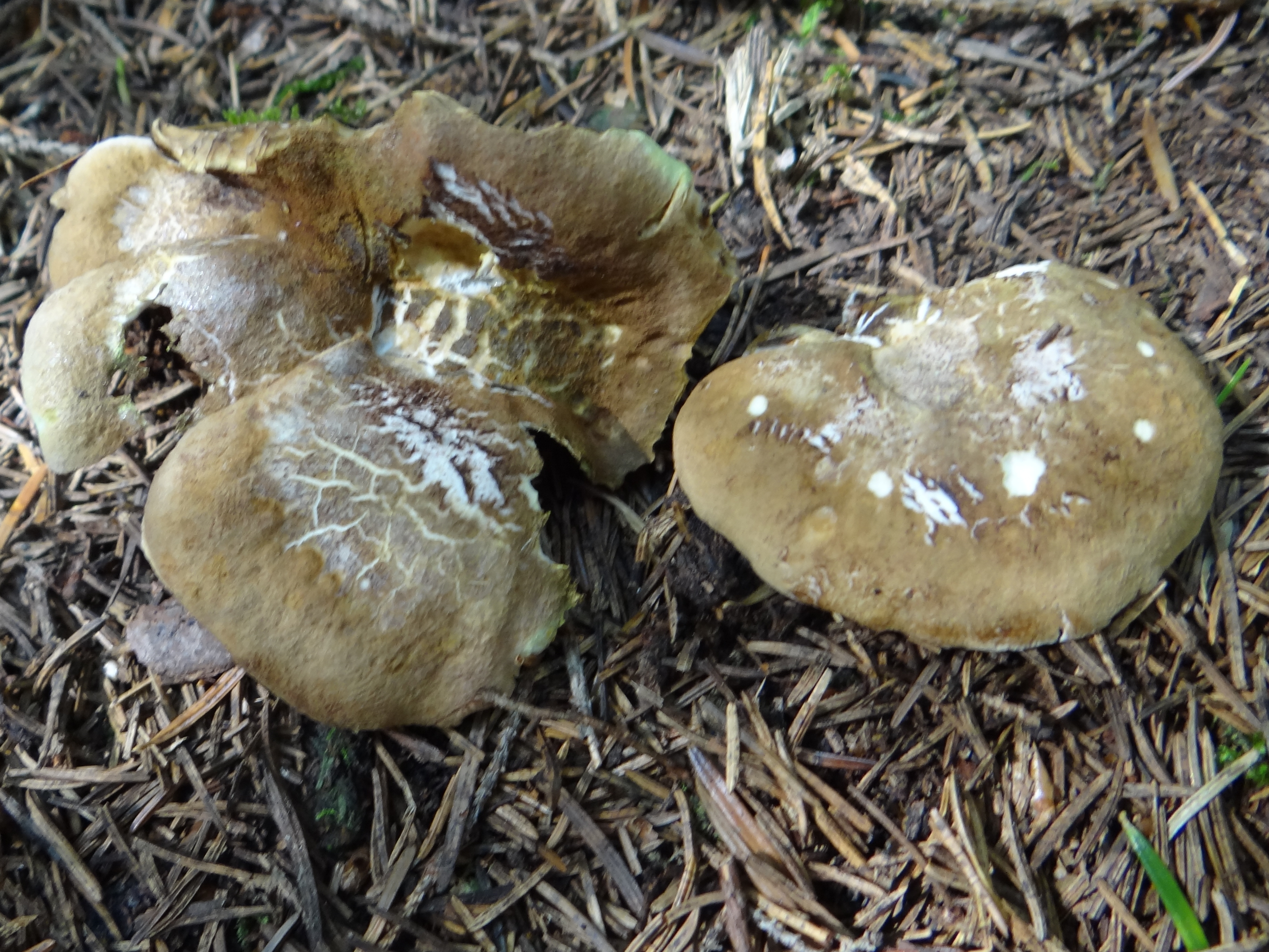

Naziemek zielonawy (Laeticutis cristata (Schaeff.) Audet) – gatunek grzybów z rzędu gołąbkowców (Russulales).

## Systematyka i nazewnictwo
Pozycja w klasyfikacji według Index Fungorum: Incertae sedis, Russulales, Incertae sedis, Agaricomycetes, Agaricomycotina, Basidiomycota, Fungi.
Po raz pierwszy opisał go w 1774 roku Jacob Christian Schäffer, nadając mu nazwę Boletus cristsatus. Potem zaliczany był do różnych rodzajów. w 2010 r. Serge Audet na podstawie badań filogenetycznych przeniósł go do rodzaju Albatrellus i wyłączył z rodziny naziemkowatych (Albatrellaceae). Jest to takson monotypowy. Niektóre synonimy nazwy naukowej:

- Albatrellus cristatus (Schaeff.) Kotl. & Pouzar 1957
- Boletus cristatus Schaeff. 1774
- Boletus cristatus Schaeff. 1774 var. cristatus
- Caloporus cristatus (Schaeff.) Quél. 1888
- Grifola cristata (Schaeff.) Gray 1821
- Grifola cristatiformis Murrill 1943
- Grifola poripes (Fr.) Murrill 1904
- Laeticutis cristata (Schaeff.) Audet 2010
- Polypilus poripes (Fr.) Bondartsev & Singer 1941
- Polyporus agilis Viv. 1834
- Polyporus cristatiformis (Murrill) Murrill 1943
- Polyporus cristatus (Schaeff.) Fr. 1821
- Polyporus flavovirens Berk. & Ravenel 1853
- Polyporus poripes Fr. 1851
- Polyporus virellus Fr. 1838
- Scutiger cristatus (Schaeff.) Bondartsev & Singer 1941

Nazwę polską nadał Władysław Wojewoda w 2003 r. W polskim piśmiennictwie mykologicznym gatunek ten ma też nazwy żagiew grzebieniasta lub bielaczek grzebieniasty.

## Morfologia
Kapelusz
O średnicy 5–20 cm, kształt nieregularny, powyginany, najpierw łukowaty, później płasko rozpostarty. Powierzchnia sucha i gładka lub nieco aksamitna i skórzasta. Starsze okazy pękają, ale nie łuszczą się i nie dzielą na poletka. Kolor górnej strony owocnika od żółtego do żółtobrązowego, czasami z zielonkawym odcieniem.
Hymenofor
Rurkowy. Rurki o długości 1–5 mm, pory drobne (1–3 na mm), kanciaste, koloru od białego do żółtego, czasami zielonkawe.
Trzon
Wysokości 3–6 cm i grubości 1–2,5 cm, centryczny lub wyrastający nieco poza środkiem kapelusza. Kolor żółtawy, powierzchnia gładka i sucha.
Miąższ
Kolor od białego do oliwkowego, a wokół tuneli wydrążonych przez larwy owadów jest zielonkawy. Pod wpływem KOH powoli barwi się na czerwono. U dojrzałych grzybów jest gorzki.
Cechy mikroskopowe
Strzępki generatywne bez przegród, rzadko rozgałęziające się. Mają grubość 2,5–4,5 μm i są cienko, lub umiarkowanie grubościenne. Strzępki łącznikowe są cienko, średnio lub grubościenne, często rozgałęziające się i mają grubość 5–12 μm, a niektóre nawet do 20 μm. Podstawki zgrubiałe o rozmiarach 25–35 × 7–10 μm z czterema sterygmami. Bazydiospory szeroko elipsoidalne, słabo amyloidalne, o rozmiarach 5–7 × 4–5 μm.
Gatunki podobne
- naziemek białawy (Albatrellus ovinus) – kapelusz biały, później żółtawy[7]
- tzw. naziemek kozionogi (Scutiger pes-caprae) – kapelusz brązowawy i popękany na powierzchni[7].

## Występowanie i siedlisko
Występuje w Europie i we wschodniej części USA. W Polsce gatunek rzadki. Znajduje się na Czerwonej liście roślin i grzybów Polski. Ma status E – gatunek wymierający, którego przetrwanie jest mało prawdopodobne, jeśli nadal będą utrzymywać się zagrażające mu czynniki. Znajduje się na czerwonych listach gatunków zagrożonych także w Belgii, Danii, Holandii, Szwecji i w Niemczech.
Naziemny Ggrzyb mykoryzowy. Znaleźć go można w lasach iglastych pod jodłami, świerkami, a także w lasach liściastych, głównie pod bukami i dębami. Rośnie na ziemi, na próchniejących korzeniach lub pniakach.

## Znaczenie
Młode owocniki są jadalne, ale niesmaczne.